# Saulė Bliuvaitė
Saulė Bliuvaitė (Kaunas, 4 de octubre de 1994) es una directora de cine y guionista lituana. Por su primer largometraje, Tóxico (2024), ganó el Leopardo de Oro en el Festival Internacional de Cine de Locarno.

## Biografía
Bliuvaitė nació en Kaunas. Se crió en el barrio de Vilijampolė. Le interesaba la fotografía y se había matriculado en periodismo en la Universidad de Vilna pero acabó estudiando dirección cinematográfica en la Academia Lituana de Música y Teatro (LMTA) de Vilna. En ese periodo realizó cuatro cortometrajes que se exhibieron en festivales de cine lituanos e internacionales. Se graduó en 2018 con una licenciatura. 
En 2019, coescribió y editó el largometraje histórico Isaac, de Jurgis Matulevičius.  trama está inspirada en la Masacre del Garaje Lietūkis, ocurrida en el centro de Kaunas donde ella nació. La obra fue nominada al Premio de Cine Europeo y contribuyó a la nominación de Lituania al Óscar a Mejor Película Internacional en 2022. Con Limousine (2021), Bliuvaitė fue premiada en el festival de cine alemán GoEast y en el Festival de Cine de Varsovia. Este cortometraje documental de 15 minutos muestra a una gran variedad de grupos de personas que buscan desesperadamente entretenimiento en una limusina. 

## Tóxico
El gran éxito internacional de Bliuvaitė llegó con su primer largometraje, Tóxico (2024). El drama trata sobre dos chicas de 13 años que quieren escapar de su desolada y desesperanzada ciudad natal en Lituania. Para lograrlo, se someten a un reto físico en una escuela de modelos. El guion de la película se basa en las propias experiencias de Bliuvaitė como adolescente. La directora formula en la película «una potente crítica social en la intersección entre la búsqueda de la perfección y el retrato de la vida en las periferias» señala la crítica.  La inspiración inicial de la película, ha explicado la directora, es el documental Girl Model sobre una modelo que trabaja como reclutadora de modelos en pueblos remotos y una niña de 13 años de uno de estos pueblos que viaja a Japón para trabajar como modelo.

### Mujeres y jóvenes con problemas reales
«Saulė Bliuvaitė revela las estructuras tóxicas de una sociedad patriarcal y explotadora con las que tienen que luchar muchas mujeres jóvenes» señala Akis Bado,  productora independiente de la película.
El peso de su propia experiencia como adolescente se percibe en la película. Bliuvaitė recuerda creció en una zona industrial de Lituania que estuvo ocupada por la Unión Soviética desde la década de 1940 hasta 1990. «Nací y crecí allí, y para cuando la Unión Soviética se derrumbó dejó tras de sí lugares llenos de arquitectura soviética: vestigios de ese imperio». 
«El declive de la industrialización presiona a las personas para que se conviertan en mercancías. Existe la expectativa de que capitalicen su propia identidad, lo cual, en mi opinión, constituye un problema contemporáneo importante. Todos sentimos la necesidad de encontrar maneras de monetizarnos» un tema que la directora, explica, quería explorar en esta película. «Para las chicas de la escuela de modelos, la presión es mercantilizar y monetizar sus cuerpos. Es como si todo lo que implica ser humano tuviera un precio. Existe la creencia generalizada de que todo debe monetizarse y que ya nada puede considerarse gratis. Incluso bromean con monetizar el aire que respiramos porque, en el mundo actual, parece que todo está en venta, incluidos los recursos naturales.»
Bliuvaitė recuerda como los personajes que veía en la televisión en los años 90 y principios de los 2000 eran todos masculinos, por ello ha querido profundizar ahora en personajes femeninos. «De niña, veía películas a menudo en televisión, sobre todo las de los 90 y principios de los 2000. La mayoría de estas películas se centraban en personajes masculinos, y anhelaba historias con las que pudiera identificarme. Empatizaba con los personajes masculinos, lo cual me impactó como mujer » 

### Estrenada y premiada en Locarno
Toxic fue invitada a participar en la competición internacional del 77 Festival Internacional de Cine de Locarno de 2024 y recibió el máximo galardón, el Leopardo de Oro, otorgado por el jurado presidido por la austriaca Jessica Hausner.   También recibió el Premio Swatch a la Mejor Ópera Prima y el Premio del Jurado Ecuménico que reconoce los valores éticos de las producciones del Festival Internacional de Cannes.   En España la película se estrenó en la sección Punto de Encuentro de la 69 edición de la Seminci. «Nunca hago películas para dar consejos a nadie, esta película no es una especie de película educativa. Espero que los jóvenes se identifiquen con esta película o la sientan un poco cerca, creo que ese es el objetivo al hacer una película» explicó la directora y guionista sobre la película.
En octubre de 2024 Toxic recibió el Gran Premio y el Premio de la Crítica del CinÉast, certamen luxemburgués que premia al mejor cine del año de Europa Central y del Este.

## Filmografía
Cortometrajes
| Año  | Título                                                                         | Directora | Guionista | Editora | Notas            |
| ---- | ------------------------------------------------------------------------------ | --------- | --------- | ------- | ---------------- |
| 2016 | Life Is Beautiful and Neverending (Gyvenimas yra grazus ir niekada nesibaigia) | Sí        | Sí        | Sí      |                  |
| 2017 | Yana                                                                           | Sí        | Sí        | Sí      |                  |
| 2019 | The Contest                                                                    | Sí        | Sí        | Sí      |                  |
| 2021 | Limousine                                                                      | Sí        | Sí        | Sí      | documental corto |

Largometrajes
| Year | Title | Directora | Guionista | Productora |
| ---- | ----- | --------- | --------- | ---------- |
| 2024 | Toxic | Sí        | Sí        | No         |

## Premios y nominaciones
Por Limousine en 2021
- GoEast Festival Premio RheinMain Short Film - Ganador
- Festival Internacional de Cine de Varsovia Mejor corto documental - Ganador

Por Tóxico  en 2024-2025  Principales premios (listado completo en el artículo de la película):
- Festival Internacional de Cine de Locarno[16]
  - Premio Leopardo de Oro
  - Premio Swatch a la ópera prima
  - Premio del Jurado Ecuménico[16]

- CinÉast Festival[17]
  - Gran Premio
  - Premio de la Crítica
- Festival Internacional de Cine de la India (IFFI) - Pavo real de oro a la mejor película[18]
- Festival du nouveau cinéma de Montréal · International Competition · Best Feature Film
- Festival Cineuropa · New Filmmakers Competition · Best Direction
- Festival de Cine de Trieste - Mejor película 2025[18]